# Trang Sĩ Tấn
Trang Sĩ Tấn (1937-2019), nguyên là một tướng lãnh Cảnh sát Quốc gia của Việt Nam Cộng hòa, cấp bậc Chuẩn tướng. Ông xuất thân từ ngành Thẩm phán xử án trong Hệ thống Tối cao Pháp viện được trưng dụng và đồng hóa cấp bậc sĩ quan Cảnh sát, ông cũng là một vị tướng có tuổi đời nhỏ nhất trong số 173 tướng lĩnh trong Quân đội và Cảnh sát Quốc gia của Việt Nam Cộng hòa.

## Thân thế và sự nghiệp
Ông sinh ngày 7 tháng 7 năm 1937, trong một gia đình thương nhân khá giả tại Long Hồ, Vĩnh Long, miền tây Nam phần Việt Nam. Ông học Tiểu học tại Vĩnh Long, Trung học chương trình Pháp tại Cần Thơ. Năm 1957 tốt nghiệp Tú tài toàn phần ban B (Part II). Sau đó ông lên học Đại học tại Sài Gòn.
Năm 1961 tốt nghiệp Đại học Luật khoa với văn bằng Cử nhân Luật. Sau đó, ông được tuyển dụng làm Luật sư trong ngành Thẩm phán xử án thuộc Bộ Tư pháp Việt Nam Cộng hòa cho đến khi được trưng dụng vào học ở trường Bộ binh Thủ Đức.

## Phục vụ ngành Tư pháp
Năm 1963, ông được động viên vào trường Sĩ quan Trừ bị Thủ đức, theo học khóa 16 Võ Tánh khai giảng ngày 27/9/1963, mãn khóa ngày 30/4/1964. Sau khi mãn khóa ông được cử đi tu nghiệp các khóa học chuyên môn về An ninh Tình báo tại Hoa Kỳ và Anh quốc. Về nước, ông tiếp tục phục vụ trong ngành Tư pháp.

### Những Chức vụ đã đảm nhiệm:
Tháng 8 năm 1964, ông tùng sự tại Tòa Sơ thẩm Sài Gòn với trách nhiệm là Dự thẩm. Tháng 11 cùng năm, ông được thăng ngạch Biên tập viên (ngang cấp Thiếu tá) chuyển ra miền Trung tùng sự tại Tòa Sơ thẩm Quảng Nam và Đà Nẵng giữ trách nhiệm Biện lý.
Tháng 3 năm 1965, ông được thang ngạch Biên tập viên thượng hạng (ngang cấp Trung tá) chuyển về tùng sự tại Tòa Sơ thẩm Phước Tuy và Vũng Tàu với trách nhiệm Chánh án, tháng 7 cùng năm chuyển về Toà Sơ thẩm Sài Gòn nhận trách nhiệm Chánh án. Tháng 11 cuối năm, ông được chuyển lên Bộ Nội vụ và được cử giữ chức vụ Thứ trưởng kiêm Giám đốc Nha Chính trị sự vụ.

## Biệt phái sang Lực lượng Cảnh sát Quốc gia
Tháng 6 năm 1968, ông được thăng ngạch Quận trưởng Cảnh sát (ngang cấp Đại tá) và được cử giữ chức vụ phó Tổng giám đốc đặc trách Tư pháp kiêm Giám đốc Cảnh sát Quốc gia (CSQG) Đô thành Sài Gòn.
Ngày 15 tháng 3 năm 1971, ông được đồng hóa cấp bậc Đại tá Cảnh sát Quốc gia. Ngay sau đó được cử giữ chức vụ Chỉ huy trưởng CSQG Thủ Đô (trách nhiệm theo thẩm quyền thuộc lãnh thổ Đô Thành Sài Gòn, Chợ Lớn và tỉnh Gia Định).

## Năm 1975
Ngày 1 tháng 2, ông được thăng cấp Chuẩn tướng Cảnh sát tại nhiệm.
Ngày 30 tháng 4, ông cùng gia đình di tản khỏi Việt Nam. Sau đó sang định cư tại La Jolla, Tiểu bang California. Vế sau di chuyển sang ở Houston, Tiểu bang Texas, Hoa Kỳ.
Thời gian định cư ở Hoa Kỳ, ông trúng tuyển vào học ở trường Đại học Luật khoa Lasalle và tốt nghiệp với van bằng Tiến sĩ Luật.
Ngày 10 tháng 10 năm 2019 ông từ trần tại nơi định cư, hưởng thọ 82 tuổi.

## Gia đình
- Thân phụ: Cụ Trang Sĩ Xuân (Công chức)
- Thân mẫu: Cụ Nguyễn Thị Xuân (Thương gia)

Hai cụ có 9 người con (5 trai, 4 gái), tướng Trang Sĩ Tấn là con cả.
- Bào đệ:
Trang Sĩ Nghiệp[3], Trang Sĩ Nam[4], Trang Sĩ Sử và Trang Sĩ Phước.
- Bào muội: Trang Y Ngọc, Trang Kim Chi, Trang Thu Hồng và Trang Kiều Thu.
- Phu nhân: Bà Huỳnh Hồ Hương

Ông bà có 4 người con gồm 1 trai, 3 gái:
Trang Hương Lan, Trang Hương Huệ, Trang Sĩ Tuấn Lộc và Trang Hương Mai.